# Universidad de Hankuk de Estudios Extranjeros
La Universidad Hankuk de Estudios Extranjeros (del coreano: 한국외국어대학교) es una universidad privada con sede en Seúl, Corea del Sur. Fue fundada en 1954 para promover la educación de la lengua extranjera en Corea luego de la Segunda Guerra Mundial. Tiene sedes en Seúl y Yongin. El nombre de la universidad se deriva de la romanización de la palabra coreana hankuk (coreano: 한국, Hanja: 韓國) que significa Corea.

## Organización

### Colegios
- División de Estudios Internacionales
- Colegio de Inglés - El colegio de inglés en HUFS es una institución independiente especializada en el idioma inglés, la literatura inglesa y la traducción e interpretación con el enfoque práctico del estudio del inglés. Trabajando conjuntamente con departamentos de humanidades relacionados, persigue un conocimiento más profundo de la cultura inglesa. El Colegio de Inglés forma a los futuros líderes de la globalización. La división es la siguiente: (lingüística inglesa, literatura inglesa y estadounidense, la interpretación y la traducción)
- Colegio de Lenguas Occidentales - El colegio de lenguas occidentales tiene ocho departamentos de lengua extranjera, representando tanto Europa Oriental como Occidental. Brinda la mejor educación de idiomas en Corea. Utilizando su sistema educativo avanzado correspondiente a la era digital, el plan de estudios es diseñado para formar estudiantes competitivos. A los estudiantes también se les brinda la oportunidad de cursar estudios más especializados para hacerse expertos en ambas lenguas así como en estudios regionales.
- Colegio de Lenguas Orientales - Asia ha surgido como el nuevo centro de cultura, comercio, política, y relaciones internacionales en el nuevo orden mundial del siglo XXI. El colegio de lenguas orientales se concentra en promover recursos humanos con un hondo comprendiendo de la cultura asiática y la destreza refinada de la lengua.
- Colegio de Ciencias Sociales - El colegio de ciencias sociales forma estudiantes capaces de distinguir las tendencias de la sociedad y presentar una nueva visión para el futuro. Los estudiantes reciben la formación no sólo en sus áreas sino también en lenguas extranjeras con un punto de vista cosmopolita. Hoy, sus antiguos alumnos ejercen un tremendo impacto en las relaciones internacionales, el comercio, las empresas, las finanzas, la educación y otros campos
- Colegio de Derecho - Los graduados del Colegio de Derecho obtienen las puntuaciones más altas en el examen Coreano. La universidad provee la formación necesaria para que se consoliden como profesionales capaces. El plan de estudios exhaustivo incluye destreza en computación, derechos de propiedad intelectual, y otros campos necesarios para formar abogados de calidad, funcionarios, hombres de negocios, y banqueros que puedan prosperar en la era de la globalización.
- Colegio de Administración de Empresas y economía - La expansión en el intercambio económico mundial incrementa la necesidad de tener más profesionales en economía internacional. El plan de estudios del colegio de administración de empresas y economía se concentra en mejorar las destrezas en la lengua extranjera y desarrollar la creatividad en economía y negocios internacionales.
- Colegio de Educación - A los estudiantes de educación se les exige especializarse en dos lenguas extranjeras antes de adquirir certificados de pedagogía del idioma de su elección. Para ayudar a los estudiantes a familiarizarse con el área de trabajo, la universidad provee a los estudiantes la oportunidad de enseñar en ocho escuelas secundarias de lengua extranjera afiliadas con HUFS como estudiantes profesores.